# Omar Hajjám
Omar Hajjám (Omar Khajjám; Nisápúr, 1048. május 18. — 1131. december 4.) perzsa költő, matematikus, filozófus, csillagász.

## Életútja
A hajjám szó jelentése „sátorkészítő”, talán apja vagy nagyapja gyakorolta ezt a mesterséget. Az ő nevéhez fűződik a harmadfokú egyenletek megoldása. Naptárreformot hajtott végre 1074-ben Maliksáh szeldzsuk szultán felkérésére, ami nagyobb pontosságú volt, mint a Gergely-naptár. 1103-ban Mekkába utazott, feltételezések szerint azért, hogy az istentelenség vádja ellen védekezhessen. Avicenna filozófiai művének olvasása közben érte a halál.
Kortársai mogorva, társaságkerülő emberként jellemezték. A korabeli arab és perzsa költők közül az egyetlen volt, aki nem írt egyetlen kaszídát sem (a hatalmasoknak hízelgő dicsőítő költeményt).
Matematikai munkássága is jelentős. Szerinte Eukleidész Elemek című művében nincs szükség a párhuzamossági posztulátumra, és ezzel lényegében megnyitotta az utat a nemeuklideszi geometria előtt. Elsőként találta meg a harmadfokú egyenletek általános megoldását. A matematikai gondolkodást hosszú évszázadokra meghatározó algebrakönyvet is írt.

## Magyarul
- Keleti gyöngyök. Egy cynikus persa költő Omer Chejjam költeményei; ford., bev. Erődi Harrach Béla; Aigner, Pest, 1871
- Rubáiját; ford. Szabó Lőrinc; Táltos, Bp., 1922
- Omar Khajjám Rubáijátjának kisebb kéziratai a párisi Bibliothéque Nationale-ban. A Suppl. Pers. 1777., 826., 745., 793., 1481., 1425., 1817.,1327. és 1458. sz. kéziratok eredeti szövegei; jegyz., közread. Csillik Bertalan; Városi Ny., Szeged, 1933
- Khayyám Omar: Tudós Omar bölcs dalai; angolból ford. Abet Ádám; Magyar Szocialista Munkás Szövetség, New York, 1941
- Rubáiját; ford. Sziklay Andor; Occidental Press, Washington, 1957
- Robáiyát; ford., utószó, jegyz. Hegyi Endre; Magyar Helikon, Bp., 1958
- Rubáiját; ford. Szabó Lőrinc, utószó, jegyz. Vekerdi József; Magyar Helikon, Bp., 1965
- A mulandóság mámora. Omar Khajjám száz rubáí; vál., szerk., utószó Steinert Ágota, ford. Abet Ádám et al.; Terebess, Bp., 1997
- 293 rubáí; ford., utószó, jegyz. Halasi Zoltán; Európa, Bp., 2008 (Lyra mundi)
- Perzsa dalok, zeneszerző: Vincze Imre (1967)